# Marek Minář
Marek Minář (* 10. září 1994, Horní Studénky) je český reprezentant v orientačním běhu. Mezi jeho největší úspěchy patří stříbrná medaile ze štafet a bronzová medaile z klasické trati na mistrovství světa juniorů 2014 v Bulharsku. V současnosti běhá za klub SK Žabovřesky Brno a švédský IFK Mora, za který startuje ve Skandinávii. Je také dvojnásobným vítězem ankety o nejlepšího orientačního běžce v kategorii Junior za sezóny 2012 a 2014.
V roce 2017 vystudoval obor Management sportu na Fakultě sportovních studií Masarykovy univerzity a získal titul Bc. Roku 2019 absolvoval bakalářský obor Základy strojního inženýrství na Fakultě strojního inženýrství Vysokého učení technického v Brně.

## Sportovní kariéra

### Umístění na MČR
| Umístění na Mistrovství České republiky v orientačním běhu | Umístění na Mistrovství České republiky v orientačním běhu | Umístění na Mistrovství České republiky v orientačním běhu | Umístění na Mistrovství České republiky v orientačním běhu | Umístění na Mistrovství České republiky v orientačním běhu | Umístění na Mistrovství České republiky v orientačním běhu | Umístění na Mistrovství České republiky v orientačním běhu | Umístění na Mistrovství České republiky v orientačním běhu | Umístění na Mistrovství České republiky v orientačním běhu | Umístění na Mistrovství České republiky v orientačním běhu | Umístění na Mistrovství České republiky v orientačním běhu | Umístění na Mistrovství České republiky v orientačním běhu |
| Ročník                                                     | Kategorie                                                  | Klasická                                                   | Krátká                                                     | Sprint                                                     | Noční                                                      | Ranking                                                    | Členství v klubu                                           | Štafety                                                    | Kluby                                                      | Sprint. štafety                                            |                                                            |
| ---------------------------------------------------------- | ---------------------------------------------------------- | ---------------------------------------------------------- | ---------------------------------------------------------- | ---------------------------------------------------------- | ---------------------------------------------------------- | ---------------------------------------------------------- | ---------------------------------------------------------- | ---------------------------------------------------------- | ---------------------------------------------------------- | ---------------------------------------------------------- | ---------------------------------------------------------- |
| MČR 2008                                                   | H16 – mladší dorostenci                                    | 16. místo                                                  | 10. místo                                                  | 8. místo                                                   |                                                            |                                                            | SK Severka Šumperk                                         |                                                            |                                                            |                                                            |                                                            |
| MČR 2009                                                   | H16 – mladší dorostenci                                    | 19. místo                                                  | 11. místo                                                  | 6. místo                                                   | 3. místo                                                   | 888. místo                                                 | Magnus Orienteering                                        |                                                            |                                                            |                                                            |                                                            |
| MČR 2009                                                   | H18 – starší dorostenci                                    |                                                            |                                                            |                                                            |                                                            |                                                            | Magnus Orienteering                                        | 8. místo                                                   | 5. místo                                                   |                                                            |                                                            |
| MČR 2010                                                   | H16 – mladší dorostenci                                    | 2. místo                                                   | 7. místo                                                   | 1. místo                                                   | 8. místo                                                   | 624. místo                                                 | Magnus Orienteering                                        |                                                            |                                                            |                                                            |                                                            |
| MČR 2010                                                   | H18 – starší dorostenci                                    |                                                            |                                                            |                                                            |                                                            |                                                            | Magnus Orienteering                                        | 3. místo                                                   | 7. místo                                                   |                                                            |                                                            |
| MČR 2011                                                   | H18 – starší dorostenci                                    | 3. místo                                                   | 1. místo                                                   | 6. místo                                                   | 6. místo                                                   | 847. místo                                                 | Magnus Orienteering                                        | 7. místo                                                   | 2. místo                                                   |                                                            |                                                            |
| MČR 2012                                                   | H18 – starší dorostenci                                    |                                                            | 10. místo                                                  | 3. místo                                                   | 1. místo                                                   | 214. místo                                                 | Magnus Orienteering                                        | 7. místo                                                   | disk                                                       |                                                            |                                                            |
| MČR 2013                                                   | H20 – junioři                                              | 10. místo                                                  | 7. místo                                                   | 4. místo                                                   |                                                            | 43. místo                                                  | Magnus Orienteering                                        |                                                            |                                                            |                                                            |                                                            |
| MČR 2013                                                   | H21 – muži                                                 |                                                            |                                                            |                                                            |                                                            |                                                            | Magnus Orienteering                                        | 13. místo                                                  | 12. místo                                                  |                                                            |                                                            |
| MČR 2014                                                   | H20 – junioři                                              | 2. místo                                                   | 2. místo                                                   | 14. místo                                                  | 1. místo                                                   | 20. místo                                                  | Magnus Orienteering                                        |                                                            |                                                            |                                                            |                                                            |
| MČR 2014                                                   | H21 – muži                                                 |                                                            |                                                            |                                                            |                                                            |                                                            | Magnus Orienteering                                        | 15. místo                                                  | 19. místo                                                  |                                                            |                                                            |
| MČR 2015                                                   | H21 – muži                                                 |                                                            | 12. místo                                                  | 11. místo                                                  | 4. místo                                                   | 13. místo                                                  | Magnus Orienteering                                        | 7. místo                                                   | 16. místo                                                  | 14. místo                                                  |                                                            |
| MČR 2016                                                   | H21 – muži                                                 | 11. místo                                                  | 10. místo                                                  | 9. místo                                                   |                                                            | 23. místo                                                  | Magnus Orienteering                                        | 11. místo                                                  | 15. místo                                                  | 20. místo                                                  |                                                            |
| MČR 2017                                                   | H21 – muži                                                 | 8. místo                                                   | 6. místo                                                   | 5. místo                                                   | 3. místo                                                   | 6. místo                                                   | Magnus Orienteering                                        | 7. místo                                                   | 14. místo                                                  | 13. místo                                                  |                                                            |
| MČR 2018                                                   | H21 – muži                                                 | 2. místo                                                   | 4. místo                                                   | 4. místo                                                   |                                                            | 4. místo                                                   | Magnus Orienteering                                        | 15. místo                                                  | 15. místo                                                  | 15. místo                                                  |                                                            |
| MČR 2019                                                   | H21 – muži                                                 | 6. místo                                                   | 3. místo                                                   | 2. místo                                                   |                                                            | 3. místo                                                   | SK Žabovřesky Brno                                         | 1. místo                                                   | 2. místo                                                   | 3. místo                                                   |                                                            |
| MČR 2020                                                   | H21 – muži                                                 | 5. místo                                                   | 5. místo                                                   | 22. místo                                                  | zrušeno                                                    | 3. místo                                                   | SK Žabovřesky Brno                                         | 1. místo                                                   | zrušeno                                                    | 5. místo                                                   |                                                            |
| MČR 2021                                                   | H21 – muži                                                 |                                                            |                                                            | 15. místo                                                  |                                                            |                                                            | SK Žabovřesky Brno                                         | 1. místo                                                   | 1. místo                                                   | disk                                                       |                                                            |